# Euselasia eubages
Euselasia eubages är en fjärilsart som beskrevs av William Chapman Hewitson 1856. Euselasia eubages ingår i släktet Euselasia och familjen Riodinidae. Inga underarter finns listade i Catalogue of Life.